# Diabły nadchodzą
Diabły nadchodzą – debiutancki tom opowiadań Miodraga Bulatovicia, wydany drukiem w 1955 r. Ze względu na eksperymenty formalne, nowatorstwo oraz podejmowanie przez autora nietypowej tematyki, tom został uznany przez jugosłowiańską krytykę literacką za kontrowersyjny i stanowiący estetyczny przełom w literaturze serbskiej.

## Treść
Tom składa się z dziewięciu opowiadań o zróżnicowanej długości. Najkrótsze z nich mają zaledwie kilka stron, podczas gdy najdłuższe (Crn, Tyrania) to rozbudowane, obszerne teksty podzielone na podrozdziały. Bohaterami opowiadań zawartych w tomi są ludzie z marginesu, żyjący gdzieś na peryferiach Belgradu: włóczędzy, schizofrenicy, szaleńcy, zapoznani artyści, ale także (np. w opowiadaniach Wyjście z kręgu i Crn) ludzie małych czarnogórskich wiosek doświadczający okropności wojny. Walory literackie tomu oraz jego nowatorstwo Joanna Rapacka ujmuje w następujący sposób: Chorobliwie wykrzywiona wizja rzeczywistości, zlekceważenie wszystkich zwyczajowych zakazów tematycznych, groteskowy i karykaturalny sposób traktowania bohaterów, wreszcie ich swoisty dobór spośród ludzi psychicznie lub fizycznie upośledzonych, wszystko to - nagromadzone w stopniu w literaturze serbskiej dotychczas nie spotykanym - wywołało polemikę w prasie literackiej.
Opowiadanie Crn (Czarny) stanowi zalążek opublikowanej w 1967 r. powieści Bohater na ośle.

## Zawartość tomu
- Izlaz iz kruga, pol. wyd. pt. Wyjście z kręgu, przekł. M. Bobrownicka, na łamach czasopisma Kierunki 1961, nr 48, s. 6–7.
- Priča o sreći i nesreći, pol. wyd. pt. Opowieść o szczęściu i nieszczęściu, przekł. D. Ćirlić-Straszyńska, w: Największa tajemnica świata i inne opowiadania, Warszawa 1977, s. 5-18.
- Crn
- Insekti, pol. wyd. pt. Robactwo, przekł. M. Krukowska, w: Specjalni wysłannicy, Warszawa 1971; ponownie: Największa tajemnica świata i inne opowiadania, Warszawa 1977, s. 46-89.
- Ljubavnici, pol. wyd. pt. Kochankowie, przekł. A. Dukanović, w: Antologia noweli jugosłowiańskiej, Warszawa 1964; ponownie: Największa tajemnica świata i inne opowiadania, Warszawa 1977, s. 19-45.
- Tiranija, pol. wyd. pt. Tyrania, przekł. D. Ćirlić-Straszyńska, Warszawa 1983.
- Zaustavi se Dunave

Tom jako całość nie został przełożony na język polski, przetłumaczone zostały natomiast niektóre opowiadania, zamieszczane na łamach czasopism i antologii.